# Карсанов, Казбек Дрисович
Казбе́к Дри́сович Карса́нов (8 [21] апреля 1910, Эльхотово, Терская область — 27 марта 1997, Москва) — советский военный деятель, гвардии генерал-майор артиллерии. Герой Советского Союза.

## Биография
Родился 8 (21) апреля 1910 года в селе Эльхотово Терской области (ныне Кировского района Северной Осетии) в семье крестьянина. Провёл здесь детство. Закончив пять классов в 1926 году, работал в колхозе, на строительстве Бесланского маисового комбината и на Гизельдонстрое (строительство гидроэлектростанции на реке Гизельдон).
В 1930 году вернулся в родное село. Председатель колхоза «Новое Эльхотово» предложил ему возглавить полеводческую бригаду, но Карсанов к тому времени решил стать красным командиром.

### Служба в РККА
С 1932 года в рядах РККА. Осенью 1934 году окончил Московское артиллерийское училище имени Л. Б. Красина, и был назначен командиром огневого взвода одной из батарей 111-го корпусного артиллерийского полка Ленинградского военного округа в городе Детское Село (ныне Пушкин, Ленинградская область) в звании лейтенанта. С сентября 1936 года — командир взвода полковой школы, затем командир батареи 51-го корпусного артиллерийского полка (Псков), затем полк был переименован в 49-й корпусной тяжёлый артиллерийский полк.

### На Карельском перешейке
Принимал участие в советско-финской войне. С 20 по 31 декабря 1939 года старший лейтенант 49-го корпусного тяжёлого артиллерийского полка 13-й армии Северо-Западного фронта К. Д. Карсанов, действуя в группе разрушения, разведал и разрушил два каменно-земляных и железобетонных сооружения противника на «линии Маннергейма».
8-29 февраля 1940 года в ходе прорыва укреплённого района на реке Салмен-Кайте (ныне Булатная на Карельском перешейке) огнём батареи уничтожил четыре железо-бетонных и два дерево-земляных сооружения, чем обеспечил успешное продвижение пехоты.
Указом Президиума Верховного Совета СССР от 7 апреля 1940 года старшему лейтенанту Казбеку Дрисовичу Карсанову присвоено звание Героя Советского Союза с вручением ордена Ленина и медали «Золотая Звезда» (№ 433).
После войны продолжил службу в том же полку командиром артиллерийского дивизиона, с июля 1940 года — на учёбе. В июле 1941 года закончил ускоренный курс Военной академии имени М. В. Фрунзе.

### Великая Отечественная война
В начале Великой Отечественной войны назначен командиром одного из первых дивизионов гвардейских миномётных частей (ГМЧ), на вооружении которых были «Катюши» — 2-го отдельного гвардейского миномётного дивизиона 1-го гвардейского миномётного полка на Резервном и Брянском фронтах. Боевые действия дивизион начал утром 27 августа 1941 года под хутором Михайловским в районе города Новгорода-Северского, уничтожив сотни солдат и офицеров, 8 танков и 20 автомашин.
С сентября 1941 года — инспектор ГМЧ Западного фронта, с октября 1941 года — командир 31-го отдельного гвардейского миномётного дивизиона в 16-й армии Западного фронта. Дивизион оборонялся на Волоколамском направлении в ходе обороны Москвы. 12 ноября 1941 года участвовал в контрударе под Скирманово (Рузский район Московской области). По свидетельству майора госбезопасности в отставке А. Т. Рыбина, именно в этот день в расположение 16-й армии приезжал И. В. Сталин, чтобы посмотреть в действии «Катюшу». По воспоминаниям командующего артиллерией 16-й армии генерала В. И. Казакова: «Дивизион, которым командовал Карсанов, благодаря личным качествам и высокой боевой выучке, наносил сокрушительные удары по врагу. От огневого воздействия дивизиона пехота противника буквально обезумела, оставшиеся в живых бежали куда глаза глядят… Под Скирмановым, во время обстрела немецкие солдаты бежали в сторону расположения наших войск…».
В 1942 году вступил в ряды ВКП(б).
Командуя 23-м гвардейским миномётным полком, в 1942 году отличился в боях против Демянской группировки противника и в Сталинградской битве. За мужество и отвагу капитан Карсанов был награждён орденом Красного Знамени.
С февраля 1943 года командовал 7-й гвардейской миномётной дивизией, участвовавшей в освобождении Смоленской области, Белоруссии, Литвы и в разгроме группировок противника в Восточной Пруссии.
24 июня 1945 года принял участие в Параде Победы в Москве, возглавляя сводный батальон 1-го Прибалтийского фронта.

### Послевоенная карьера
В 1946 году окончил Высшие академические курсы при Военной академии имени Ф. Э. Дзержинского, а в 1955 году — Военную академию имени М. В. Фрунзе.
С 1956 года Карсанов командовал артиллерийской дивизией, а с марта 1959 года работал на должности заместителя начальника Военно-инженерной академии имени Ф. Э. Дзержинского (ныне — Военная академия Ракетных войск стратегического назначения) по материально-техническому обеспечению.
В 1970 году генерал-майор артиллерии Казбек Дрисович Карсанов вышел в запас и жил в Москве. Продолжил работать в Военной академии имени Ф. Э. Дзержинского на должности старшего научного сотрудника. Активно участвовал в военно-патриотической работе, был председателем Совета ветеранов ГМЧ Советской Армии.
Указом Президента Российской Федерации от 25 апреля 1995 года № 413 генерал-майор артиллерии в отставке Казбек Дрисович Карсанов был награждён орденом Жукова.
Казбек Дрисович Карсанов умер 27 марта 1997 года в Москве. Похоронен на Троекуровском кладбище (участок 2).

## Награды и звания
Советские государственные награды и звания
- Медаль «Золотая Звезда» Героя Советского Союза (7 апреля 1940[5]).
- Орден Ленина (7 апреля 1940[5]).
- Три ордена Красного Знамени (26 декабря 1941[6], 13 августа 1942[7], 1953).
- Орден Суворова II степени (1945).
- Два ордена Кутузова II степени (1943, 1944).
- Орден Отечественной войны I степени (11 марта 1985).
- Орден Трудового Красного Знамени (22 февраля 1968).
- Орден Красной Звезды (1946).
- Медали.

Российские государственные награды
- Орден Жукова (25 апреля 1995).

## Воинские звания
- Генерал-майор артиллерии (1943).

## Сочинения
- Карсанов К. Д. Огонь ведут гвардейские минометы: Боевой путь 7-й гвардейской минометной дивизии. — М.: Воениздат, 1982. — 152 с. — 35 000 экз.
- Карсанов К. Д. Вышли на фронт «Катюши» М., 1982.

## Память

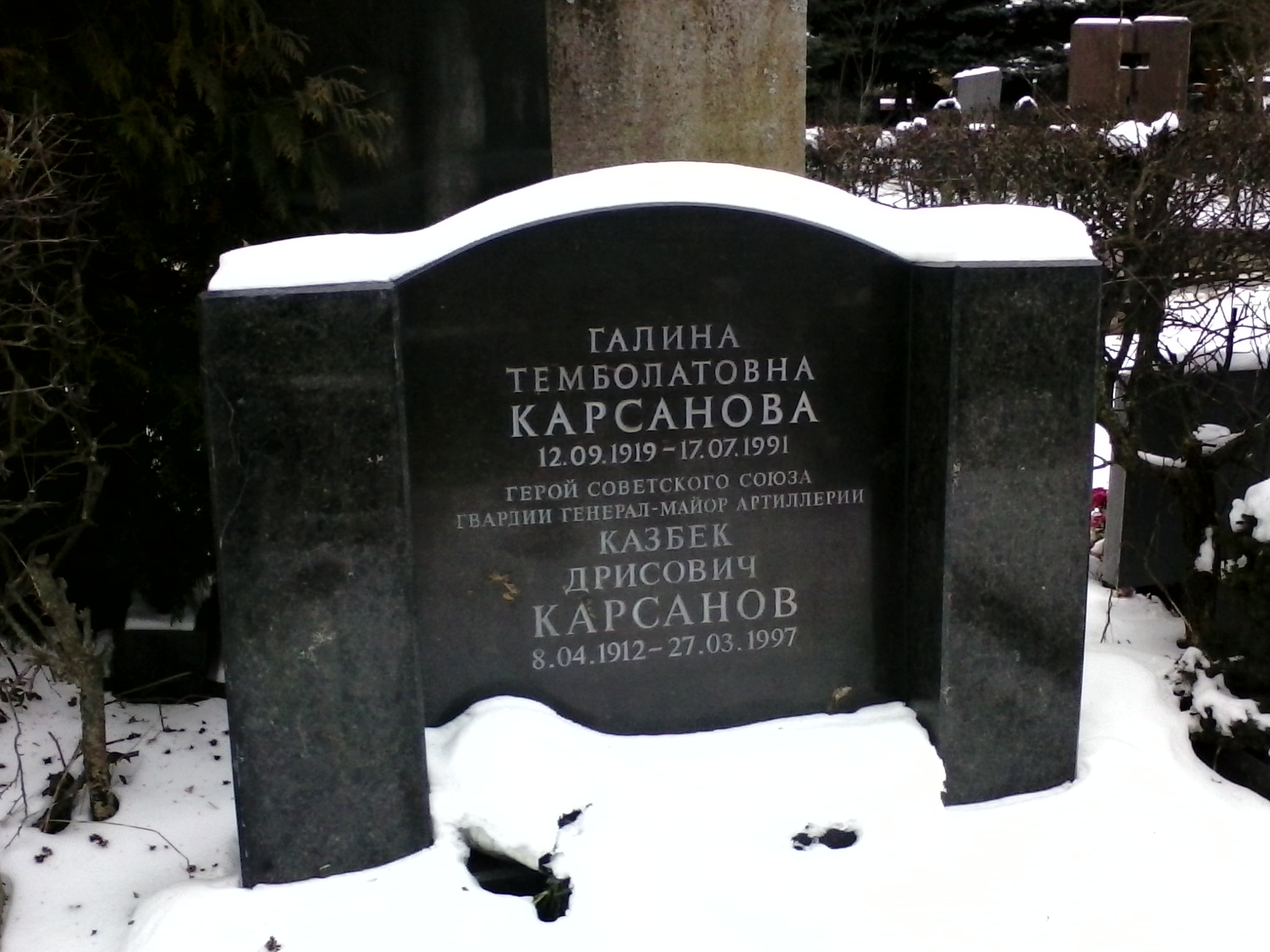
Могила Карсанова на Троекуровском кладбище Москвы.

Именем К. Д. Карсанова названы улицы в городе Алагир и в селе Эльхотово Северной Осетии, музей боевой славы школы № 494 в Москве. К. Д. Карсанову присвоено звание Почётного гражданина города Владикавказа.